# Coupée

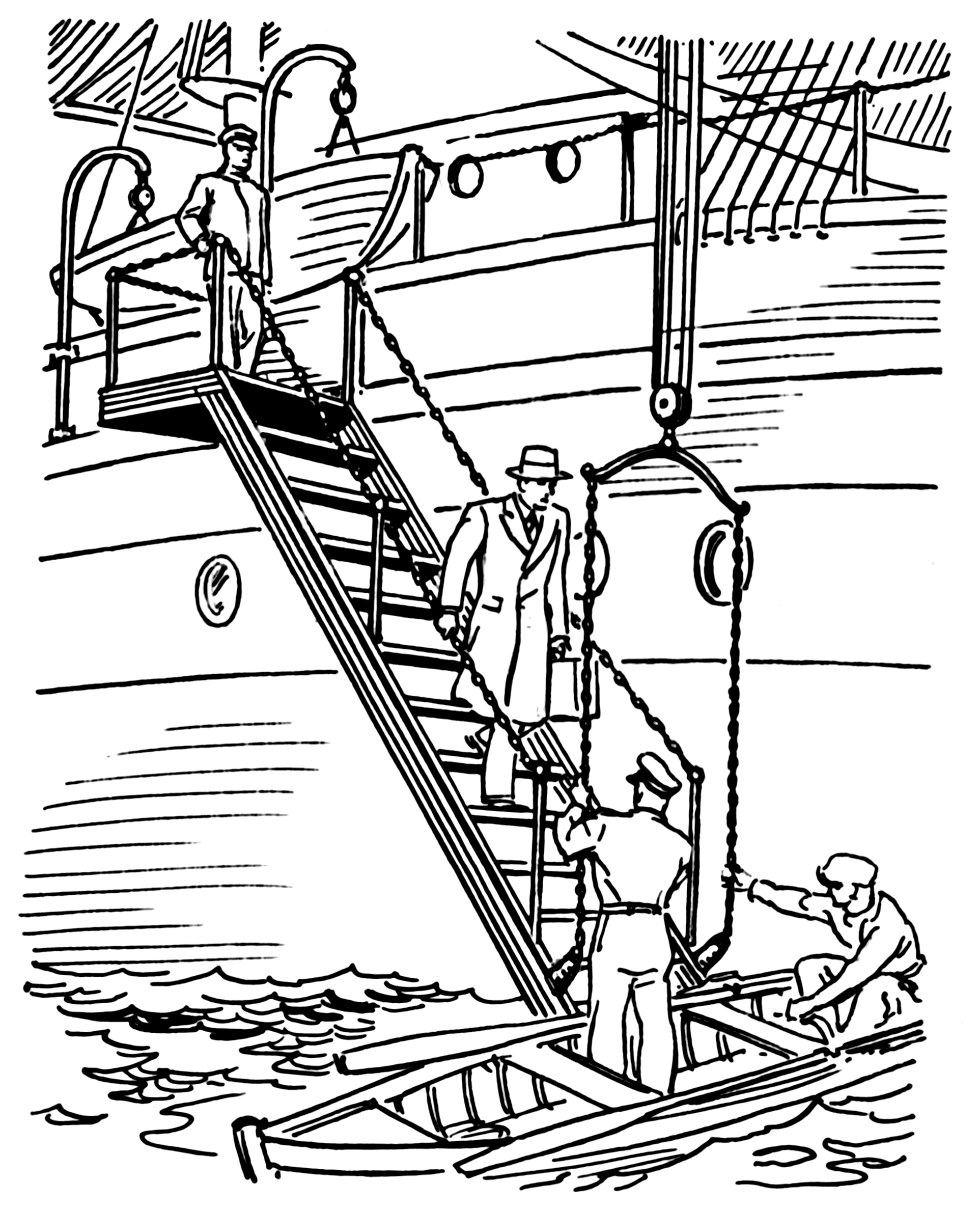
Coupée de mer utilisée au mouillage sur rade foraine, permettant l'accostage des embarcations pour le transport du personnel vers la terre.

La coupée ou échelle de coupée est un élément mobile qui permet au personnel d'embarquer ou de débarquer des navires. 
Elle peut être semi-fixe (articulée au pont) ou volante (mise en place à l'aide d'un appareil de levage - grue - à un endroit quelconque du pont). Elle est munie de roues sur l'extrémité qui repose sur le quai. Un filet de coupée est placé en dessous afin de sécuriser l'accès du personnel à bord.

## Galerie

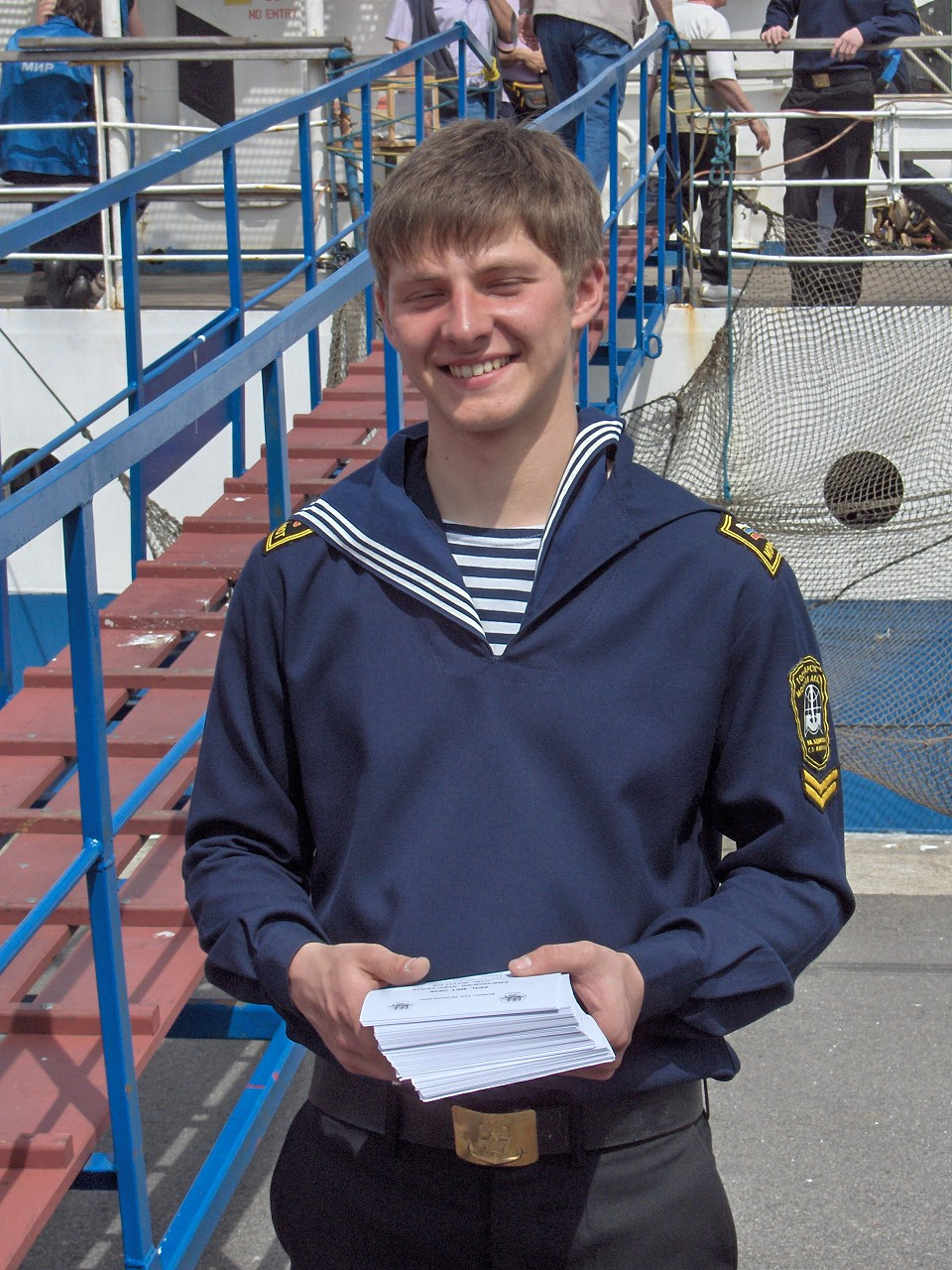
Le vaguemestre au pied de la coupée d'un bateau russe.
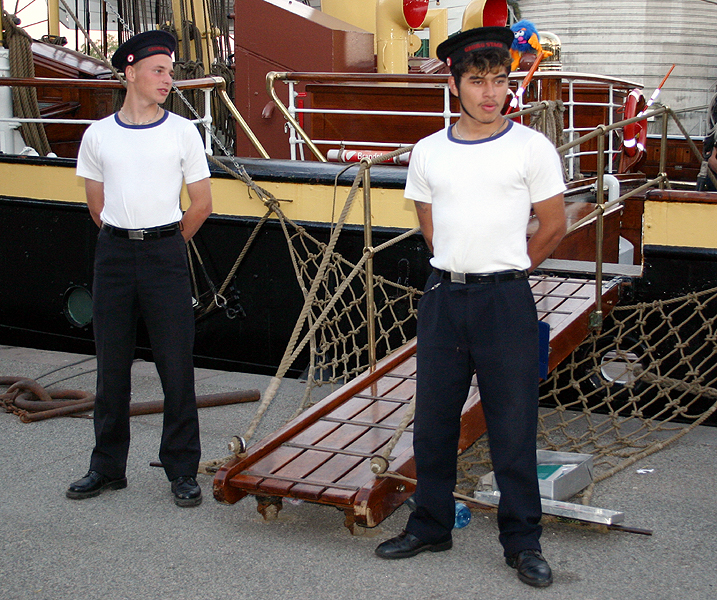
Matelots de quart à la coupée
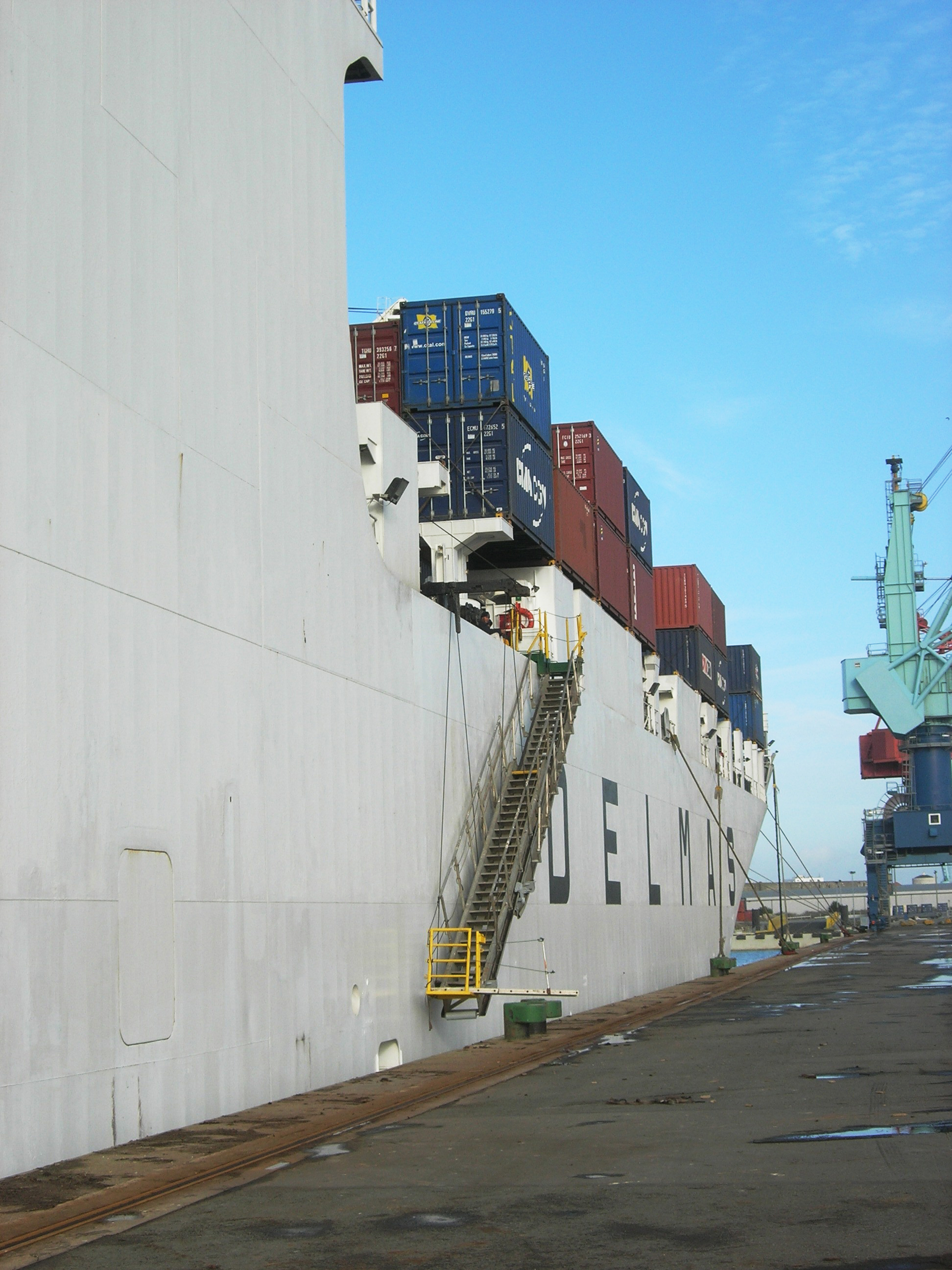
La coupée du porte-conteneurs Rosa Delmas
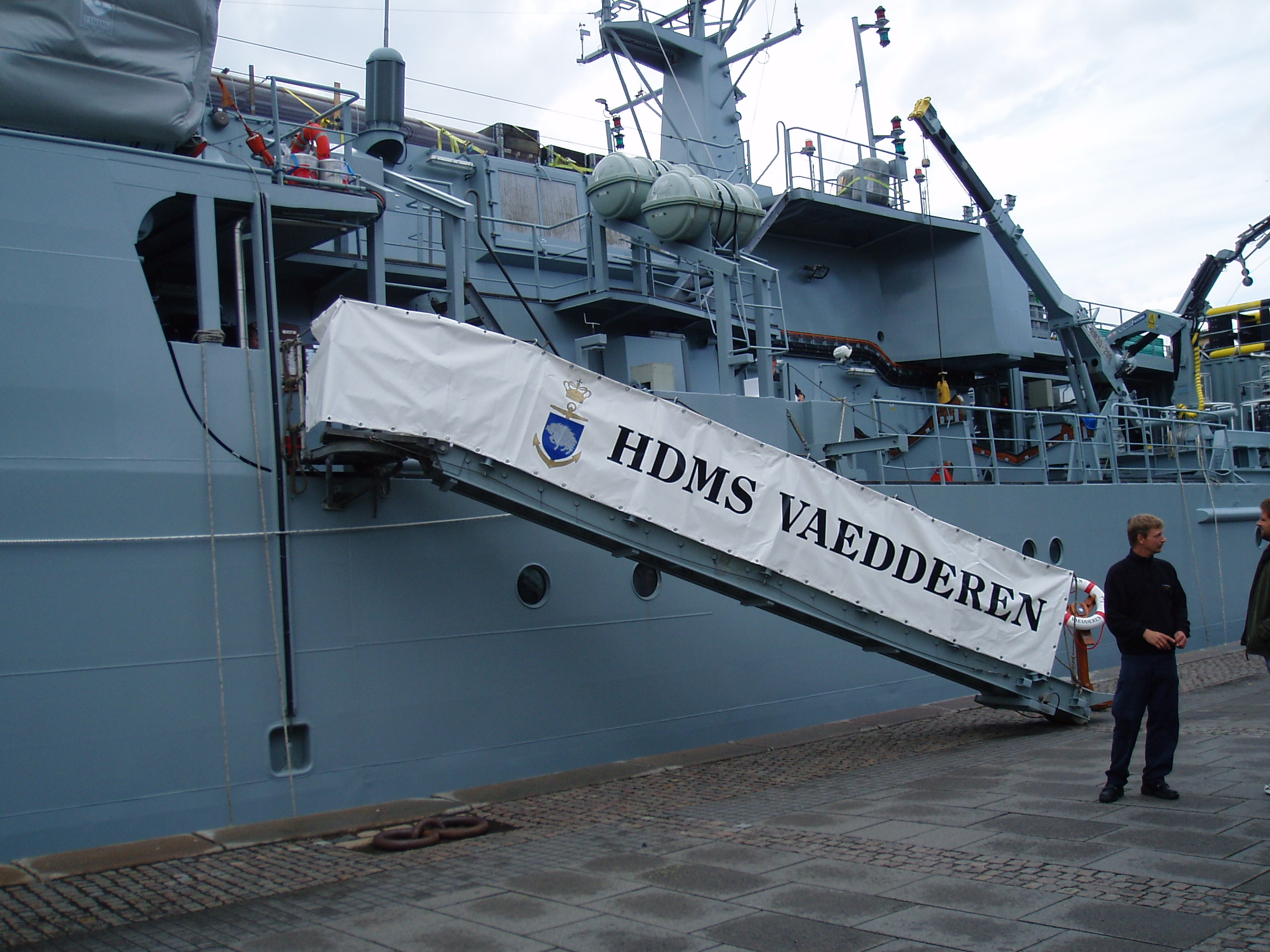
La coupée de la frégate danoise Vaedderen avec ses "toiles de pudeur"
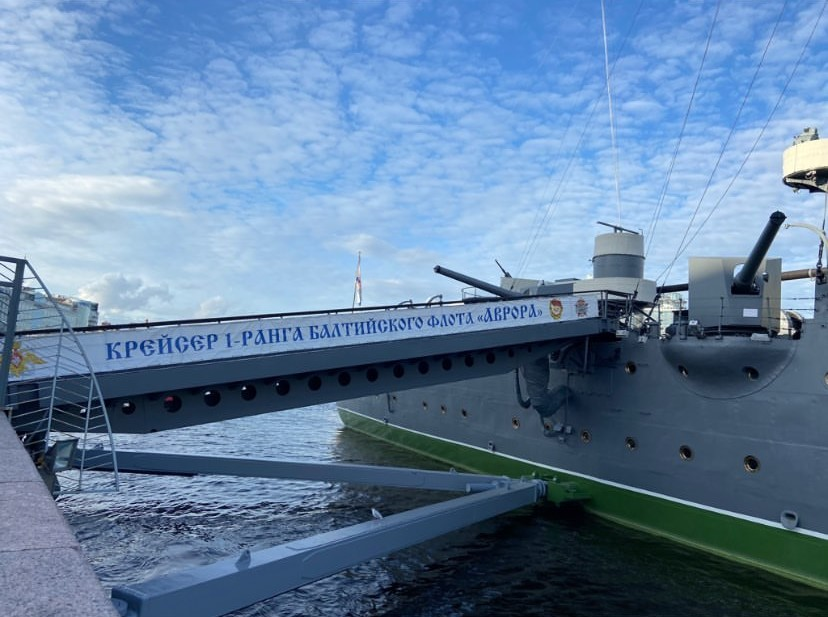
Passerelles du croiseur "Aurora"